# God of War (франшиза)
God of War (укр. Бог війни) — медіафраншиза, зосереджена навколо однойменної серії відеоігор жанрів Hack and slash і Action-adventure, створених за мотивами давньогрецької та давньоскандинавської міфології. Головним героєм усіх ігор серії є Кратос (англ. Kratos) — спартанський генерал, який кидає виклик богам. Основні ігри серії розробляються студією Santa Monica Studio, що є каліфорнійським відділом компанії Sony Interactive Entertainment.

## Ігри серії
- God of War  (PlayStation 2, PlayStation 3, PlayStation Vita; 2005)
- God of War II (PlayStation 2, PlayStation 3, PlayStation Vita; 2007)
- God of War: Betrayal (Java; 2007)
- God of War: Chains of Olympus (PlayStation Portable, PlayStation 3; 2008)
- God of War III (PlayStation 3, PlayStation 4; 2010)
- God of War: Ghost of Sparta (PlayStation Portable, PlayStation 3; 2010)
- God of War Saga (PlayStation 3; 2012)
- God of War: Ascension (PlayStation 3; 2013)
- God of War (PlayStation 4, PlayStation 5, Windows; 2018)
- God of War: Ragnarök (PlayStation 5, PlayStation 4; Windows; 2022)

## Внутрішня хронологія
1. God of War: Ascension
2. God of War: Chains of Olympus
3. God of War
4. God of War: Ghost of Sparta
5. God of War: Betrayal
6. God of War II
7. God of War III
8. God of War (2018)
9. God of War: Ragnarök

## Світ God of War
Твори франшизи зосереджені на пригодах спартанського генерала Кратоса, що почавши як простий смертний, в ході інтриг богів стає могутнім героєм і, повставши проти свавілля божеств, сам перетворюється на безсмертного бога.
Втративши в дитинстві рідного брата Деймоса, Кратос зробив на тілі татуювання, яке нагадувало незвичайну родиму пляму Деймоса. Багато років потому, потрапивши в засідку війська варварів, Кратос попросив про допомогу в бога війни Ареса. Той погодився дати йому перемогу в обмін на служіння богу війни. Отримавши з рук бога війни чарівні мечі Хаосу, Кратос став боротися з тими, на кого вкаже Арес, впадаючи в безумство. Коли в безтямі Кратос убив власну родину, він поклявся помститися Аресу. Білий попіл тіл його дружини та дочки Кратос наніс на тіло, за що отримав своє прізвисько Привид Спарти.

## Історія серії
Дебют серії God of War відбувся в березні 2005 року, коли для консолі PlayStation 2 вийшла перша гра серії God of War, розроблена SCE Santa Monica. Гра виявилася за версією IGN на першій сходинці найкращих ігор на PS2. Сіквел, God of War II був розроблений також SCE Santa Monica і вийшов в березні 2007 року теж для PlayStation 2. В червні цього ж року вийшла гра для мобільних пристроїв на платформі Java — God of War: Betrayal, який розробила компанія Javaground. У березні 2008 року ексклюзивно для PlayStation Portable вийшов пріквел до першої гри серії — God of War: Chains of Olympus, який був розроблений компанією Ready at Dawn Studios. God of War III вийшла для PlayStation 3 16 березня 2010 року в США і 17 березня в Росії. Локализатором і дистриб'ютором виступила компанія Soft Club. 2 листопада 2010 року вийшов God of War: Ghost of Sparta, за хронологією він знаходиться між God of War і God of War II. 16 вересня 2011 року вийшов збірник God of War Collection Volume II, що включає в себе ремейки God of War: Chains of Olympus і God of War: Ghost of Sparta для консолі PlayStation 3. У квітні 2012 року був анонсований God of War: Ascension для PlayStation 3, гра вийшла 12 березня 2013 року.
Витеклі в мережу в квітні 2016 ілюстрації від художника, який працював над неоголошеною наступною частиною God of War, свідчать про те, що гра буде заснована на скандинавській міфології.
Під час виставки E3 2016 була представлена восьма гра в серії God of War.

## Фільм
Адаптація гри була анонсована в 2005 році. Яффі підтверджував, що їх сценарій, разом з Девідом Сэлфом був готовий, і їм лише залишалося знайти режисера. Яффі підтвердив, що Universal Studios займуться розробкою фільму, хоча і висловив пізніше свій сумнів. У вересні 2008 року, Брет Ратнер підтвердив в інтерв'ю UGO, що буде режисером фільму, але в лютому 2009 року він покинув проєкт, щоб зайнятися іншим фільмом. У березні 2010 року, Яффі підтвердив, що вони втратили творчий контроль над фільмом. З 1 вересня 2010 року Яффі випустив документальний фільм, де говорив, що головного героя повинен був зіграти Деніел Крейг, який грав Джеймса Бонда, але він відмовився. Яффі найняв нового актора, який погодився грати роль Кратоса. У липні 2012 року, The Hollywood Reporter підтвердив, що письменники Патрік Мелтон і Маркус Дунстан були найняті для адаптації фільму.
30 серпня 2012 року, Патрік і Маркус заявили в інтерв'ю, що вони збираються переробити старий сценарій, який більше був схожий на фільм. На їхню думку, першим кроком буде соціалізація Кратоса як особистості, воїна, що мав сім'ю, і безповоротно змінився в ході битви. Мелтон говорив: «Ми збираємося вивчити Кратоса, щоб зрозуміти його як людину… А потім, як Примару Спарти яка відправивилася в подорож». Дунстан говорив: «Поза сумнівом, тільки вашого страху або враження людських емоцій буде більше в такому великому фільмі як God of War, ніж в будь-якому хоррорі». Мелтон і Дунстан також мають плани на Ареса, прагнучи зробити його глибшою особистістю.
У листопаді 2012 року письменники заявили в інтерв'ю, що фільм перевершить подібні картини. Було підтверджено, що Чарльз Ровен і Алекс Гартнер, відповідальні за стан кіноадаптації ігрової серії, будуть проводити знімання картини God of War за підтримки Atlas Entertainment. На липень 2015 року картина не мала режисера, акторів і точної дати релізу. Бюджет дорівнює 150 мільйонам доларів США.

## Комікс
God of War — це серія з шести американських коміксів обмеженої серії, що входять в ігровий всесвіт God of War. Серія була написана Марвом Вольфманом, над малюнками працював Андреа Соррентіно, а обкладинки для кожного випуску були зроблені Енді Парком. Перші п'ять випусків God of War були опубліковані WildStorm. Через закриття компанії в грудні 2010 року остаточний випуск був опублікований їх материнською компанією DC Comics. Вихід першого випуску збігся з випуском відео гри God of War III, який вийшов також у березні 2010 року. Останній випуск був опублікований в січні 2011 року, а збірка всіх випусків коміксу був опублікований в березні 2011 року.